# Премия Уайли
Премия Уайли (англ. Wiley Prize in Biomedical Sciences) — ежегодная премия за прорывные исследования в области науки о жизни, присуждаемая c 2002 года фондом Уайли (Wiley Foundation). Денежная составляющая — $50,000 (на 2018 год). Председателем жюри премии прежде являлся её создатель, Нобелевский лауреат Гюнтер Блобел (ум. 2018).
Из удостоенных данной награды, по состоянию на 2018 год девятеро также получили Нобелевскую премию по физиологии и медицине и двое — Нобелевскую премию по химии.

## Лауреаты
- 2024 - Judith Kimble[англ.], Спрэдлинг, Аллан, Raymond Schofield
- 2023 - Michael J. Welsh (biologist)[англ.], Paul Negulescu[англ.] и др.
- 2022 - David Baker (biochemist)[англ.], Хассабис, Демис, John Jumper (AI researcher)[англ.]
- 2021 — Клиффорд Брэнгвинн, Энтони Хайман, Michael K. Rosen[нем.]
- 2020 — Не присуждалась
- 2019 — Сванте Паабо и Дэвид Райх
- 2018 — Линн Макуат[1]
- 2017 — Иоахим Франк, Ричард Хендерсон, Marin van Heel[нем.]
- 2016 — Ёсинори Осуми
- 2015 — Эвелин Виткин, Стивен Элледж
- 2014 — Уильям Кэлин, Стивен Макнайт, Питер Рэтклифф, Грегг Семенза
- 2013 — Майкл Уоррен Янг, Джеффри Холл и Майкл Росбаш
- 2012 — Michael Sheetz[англ.] James Spudich[англ.] и Рональд Д. Вейл[англ.]
- 2011 — Лили Джан и Yuh Nung Jan[англ.]
- 2010 — Петер Хегеман и Эрнст Бамберг
- 2009 — Бонни Басслер
- 2008 — Ричард Лифтон
- 2007 — Франц-Ульрих Хартль и Артур Хорвич
- 2006 — Элизабет Элен Блэкбёрн и Кэрол Грейдер
- 2005 — Питер Уолтер и Кадзутоси Мори
- 2004 — Чарльз Дэвид Эллис
- 2003 — Эндрю Захари Файер, Крейг Мелло, Дэвид Болкомб и Томас Тушль
- 2002 — Роберт Хорвиц и Стэнли Корсмейер